# Viking Kronos
Viking Kronos è stato un cavallo trottatore figlio di American Winner e Conch, nato in Italia l'8 febbraio 1995 e allenato in Svezia, anche se gran parte delle corse le ha disputate in Italia. Viking Kronos è diventato famoso per il gran numero di vittorie conseguite nell'arco dei 3 anni, ma soprattutto per essere stato capace di battere il grande Varenne al Gran Premio Nazionale di Milano. Varenne poi si prenderà la rivincita nel Derby italiano di trotto, che di fatto sarà anche l'ultima corsa in carriera per lo stesso Viking Kronos. I suoi record in pista della sua breve carriera parlano di 14,4 sui 1600 metri e 13,7 nei 2000 metri. Le vittorie più prestigiose le ha ottenute al Gran premio Nazionale di Milano, al Premio Allevatori e al Gran Criterium di Milano.Coetaneo del suo grande rivale Varenne, Viking Kronos si è spento il 9 giugno 2023 nelle scuderie svedesi del suo allenatore e proprietario Lufti Kolgjini che non ha mai voluto staccarsi da lui, anche a carriera terminata.
È morto l’8 giugno 2023, all’età di 28 anni.

## Prole
Viking Kronos, entrato in razza, si è subito dimostrato un ottimo stallone, uno tra i più vincenti e più richiesti al mondo. Padre fra gli altri di campioni come Turbo Sund, Thai Tanic, Order By Fax, Triton Sund, Micro Mesh, Fleche, Fama Currit, Fauve Grif, Giulia Grif, Garland Kronos, Lantern Kronos, Gift Kronos, Going Kronos, Lolly Kronos, Raja Mirchi, Yield Boko, Yanantin Boko, Aga Khan Boko, Moonlight Kronos, One too many, Juggle Face, Joke Face e Maharajah.